# Seznam glasbenih producentov
Seznam glasbenih producentov:

## A
- Mirwais Ahmadzai
- Richard B. Allen
- Chet Atkins, kitarist in avtor nove mehke zvrsti countryja.
- Reed Arvin

## B
- Roy Thomas Baker
- Boris Bele, producent skupine Buldožer, direktor NIKA records
- Joey Beltram
- Emile Berliner
- Sonny Bono, delal s Phil Spectorjem, producent plošč Sonnyja in Cher
- Joe Boyd producent plošč Fairport Convention idr
- Perry Bradford
- Gerry Bron
- T-Bone Burnett, producent plošč Elvisa Costella, Boba Dylana, Roya Orbisona, skupin The Wallflowers, Counting Crows, Marshalla Crenshawa, Sama Phillipsa, skupine Los Lobos, Bruca Cockburna, Gillian Welch in filmske glasbe za film bratov Coen O Brother, Where Art Thou?.
- George H. Buck
- John Burgess
- Richard James Burgess

## C
- John Cale
- Leonard Chess, producent »Maybellene«, mnogo drugih rock and roll in bluesovskih pesmi, ustanovitelj založbe Chess Records.
- Clive Chin
- Tony Clarke
- Bob Clearmountain
- George Clinton
- Stuart Colman

## D
- Def Jef
- Derri Daugherty
- Willie Dixon, basist in glavni producent z založbo Chess Records.
- Clement Seymour »Sir Coxsone« Dodd, ustanovitelj legendarne jamajške založbe Studio One
- Jack Douglas, producent skupin Aerosmith, Cheap Trick in Lennonovega albuma »Double Fantasy«
- Tom Dowd
- Gus Dudgeon

## E
- Brian Eno
- Ahmet Ertegün
- Nesuhi Ertegün
- Gene Eugene
- Bob Ezrin, producent skupine The Guess Who, Alica Coopra, Lou Reedovega albuma »Berlin«, albuma skupine Kiss »Destroyer«, albuma skupine Pink Floyd »The Wall« in skupine Jane's Addiction

## F
- Flood

## G
- Milt Gabler
- Nigel Godrich
- Giorgio Gomelsky
- Dave Goodman

## H
- John Hammond
- Martin Hannett
- Dave Hassinger
- Mark Heard
- Buddy Holly
- Trevor Horn

## I
- Jimmy Iovine

## J
- Glyn Johns
- John Paul Jones
- Richard M. Jones
- Quincy Jones

## K
- Eddie Kramer

## L
- Robert Lange
- Nick Launey
- Leftfield
- Steve Lillywhite

## M
- Sir George Martin
- Cosimo Matassa
- Joe Meek
- Terry Melcher
- Lester Melrose
- Giorgio Moroder
- Martin Garrix

## N
- Gil Norton

## O
- Paul Oakenfold
- William Orbit

## P
- P. Diddy
- Hugh Padgham
- Jimmy Page
- Les Paul
- Prince Paul
- Ralph Peer
- Al Perkins
- Lee »Scratch« Perry
- Sam Phillips
- Prince

## R
- Duke Reid
- Penny Rimbaud
- Nile Rodgers
- Dan Rothchild
- Rick Rubin
- Michael Roe
- Todd Rundgren
- William Russell
- RZA
- Franci Rainer

- Dejan Radičević - Daisy

## S
- Alex Sadkin
- Phil Spector
- Spectre (glasba)
- Stock, Aitken and Waterman
- Mike Stone
- Sly Stone

## T
- Shel Talmy
- Terry Scott Taylor
- Creed Taylor
- Bob Thiele
- Timbaland
- King Tubby
- Ike Turner

## V
- Tony Visconti

## W
- Wagon Christ
- Clarence Williams
- Mayo Williams